# Thuvia, vierge de Mars
Thuvia, vierge de Mars (titre original : Thuvia, Maid of Mars) est un roman d'Edgar Rice Burroughs faisant partie du Cycle de Mars et se déroulant sur Barsoom, également publié en français sous le titre La Princesse de Mars. Il s'agit du quatrième roman de la série, il suit Le Seigneur de la Guerre de Mars et est le premier roman de la série dont le héros principal n'est pas John Carter. 
Le roman est initialement publié en épisodes dans All-Story Magazine en trois épisodes en avril 1916, puis en un volume en 1920.

## Publications

### Version originale
- Titre : Thuvia, Maid of Mars
- Parution en magazine : Thuvia, Maid of Mars, "The All-Story", en avril 1916 (en 3 épisodes)
- Parution en livre : A.C.McClurg & Co., 1920

### Éditions françaises
- La Princesse de Mars, Traduction de Anne Villelaur, dessin de couverture de Philippe Druillet, Édition Spéciale (1971)
- Thuvia, vierge de Mars, Traduction de Charles-Noël Martin, Albin Michel, Épées & Dragons (1989)  (ISBN 978-2-226-03580-6)
- Thuvia, vierge de Mars, in Le cycle de Mars 1, traduction de Charles-Noël Martin et Carole Devos, Lefrancq (1994)  (ISBN 978-2-87153-174-6) (volume réédité par la librairie Ananke en 2002  (ISBN 978-2-87418-076-7))